# Shewanella
Shewanella è l'unico genere di batteri incluso nella famiglia delle Shewanellaceae. Si tratta di batteri marini, anaerobi facoltativi e a forma di bastoncelli Gram-negativi, molti dei quali popolano ambienti acquatici estremi in cui si raggiungono temperature molto basse e pressioni molto elevate. Fanno parte della flora normale della superficie dei pesci e sono implicati nei processi di deterioramento che seguono dopo la loro cattura. Alcune specie all'interno di questo genere erano in precedenza classificate come Alteromonas.

## Caratteristiche
Le specie appartenenti al genere Shewanella sono in grado, in condizioni di anaerobiosi, di utilizzare una varietà di accettori di elettroni alternativi all'ossigeno, come il tiosolfato, il solfito, lo zolfo elementare, e il fumarato. Alcuni membri, come Shewanella oneidensis, possono utilizzare per la loro respirazione certi metalli pesanti quali manganese, cromo, uranio, e ferro, svolgendo un ruolo di biorisanamento come nel caso di falde idriche contaminate con radionuclidi di uranio. Questa caratteristica attività redox può essere sfruttata anche per produrre energia elettrica attraverso le pile a combustibile microbiologiche.
Esistono specie, come Shewanella hanedai e Shewanella woodyi, che sono in grado di generare bioluminescenza.